# Lamindao
Lamindao es una entidad de población española del municipio de Dima, perteneciente a la provincia de Vizcaya, en la comunidad autónoma del País Vasco.

## Toponimia
El lugar puede aparecer referido como «Lamindao» «Lamindano» y «Laminao».

## Historia
Hacia mediados del siglo XIX, el lugar, ya por entonces perteneciente a Dima, tenía contabilizada una población de 130 habitantes. Aparece descrito en el décimo volumen del Diccionario geográfico-estadístico-histórico de España y sus posesiones de Ultramar de Pascual Madoz con las siguientes palabras:

LAMINDANO, vulgarmente LAMINAO (boca de Sirenas): barrio ó ald. en la prov. de Vizcaya, part. jud. de Durango, ayunt. de Dima (1/2 hora). sit. en una montaña elevada, con buen clima: tiene 28 casas; igl. parr. matriz (Sta. Maria Magdalena) servida por un beneficiado de presentacion de la casa de Olabarri; fué fundada por los feligreses en el siglo XIII; es de una sola nave sin bóveda con 58 de long. y 18 de latitud. El term. confina N. Yurre; E. Villaro; S. y O. Ceanuri: el terreno es de buena calidad, brotan en él varias fuentes, y se crian escelentes pastos en sus montes. prod.: maiz, trigo, castaña y patatas; mantiene ganado vacuno y lanar en corto número, y hay caza de perdices y becadas. pobl.: 28 vec., 130 alm. En 1551, solicitó separarse de Dima y poner su fiel regidor, pero las juntas generales de Guernica no accedieron á su pretension.
(Madoz, 1847, p. 56)

En 2022, tenía empadronados 107 habitantes.